# 佐藤広世
佐藤　広世（さとう　ひろよ）は東京都出身の日本の柔道家。現役時代は66kg超級及び72kg級の選手。

## 人物
鈴木金属工業に所属していた1979年に体重別選手権65kg超級に出場して3位となった。講道館で初開催となった強化選手選考会には72kg級で出場すると、決勝で山梨学院高校教員の伊藤貴久子を破って初代チャンピオンとなった。1980年には体重別選手権の66kg超級決勝で就実高校の大村嘉奈を破って優勝を飾り、女子としては初めての開催となる世界選手権の72kg級代表に選出された。ニューヨークのマジソンスクエアガーデンで行われた世界選手権では初戦でフランスのジョセリーヌ・トリアドウに後袈裟固で敗れた。1981年の体重別選手権では決勝で東北柔専教員の川村順子に敗れて2位だった。名古屋で開催された環太平洋柔道選手権大会では決勝で中部柔整専門学校の加藤律子と対戦すると、有効2つを取られながら終盤に払腰で逆転勝ちして、国際大会で初となる日本選手同士の決勝を制した。1982年の体重別選手権では3位にとどまった。

## 主な戦績
- 1979年 -　体重別選手権　3位　65kg超級
- 1979年　- 強化選手選考会　優勝　72kg級
- 1980年 -　体重別選手権　優勝　66kg超級
- 1981年 -　体重別選手権　2位　66kg超級
- 1981年 -　環太平洋柔道選手権大会　優勝
- 1982年 -　体重別選手権　3位　66kg超級

(出典、JudoInside.com)